# KEI (イラストレーター)
KEI（けい、1981年4月1日 - ）は、日本の男性イラストレーター・漫画家。北海道千歳市出身、東京都在住。主にライトノベル作品の挿画やキャラクターデザインを手掛ける。

## 略歴
現在につながる作風の絵を描き始めたのは、学生時代『ストリートファイターII』シリーズのキャラクターイラストを雑誌『ゲーメスト』に投稿したり、『魔法騎士レイアース』『カードキャプターさくら』の絵をみたりしたことにさかのぼる。その後、サークル参加していた友人についてコミックマーケットに行った事をきっかけに、自分もサークル参加をするようになる。同人誌が電撃文庫の編集の目に止まったことをきっかけに、『奇蹟の表現』でイラストレーターデビューを果たす。2007年にデザインを手がけた『初音ミク』が空前のヒット作となり注目をうける。その人気は海外でも高く、2014年にアメリカ合衆国サンフランシスコで開催されたJ-POP SUMMITにも参加している。
同名のボカロP、KEI（ハヤシケイ）は別人物。

## 作風
- 描くイラストは水彩画のような淡い色使いであることが特徴。格闘ゲームキャラを描いた経験があるだけに、美少女以外のキャラも幅広く描く。『奇蹟の表現』の挿絵に採用されたのも、これが決め手になった。
- 出世作となった『初音ミク』のオファーの際、「ヤマハのシンセサイザーのデザインをモチーフにして服をデザインして欲しい」と要望されたが、自身は音楽機材の知識はからっきしだったため苦労したと語っている。
- 自身の作風に影響を与えた人物は天野喜孝、注目作家は深崎暮人。

## 主な仕事

### キャラクターデザイン
- VOCALOID2 キャラクター・ボーカル・シリーズ（クリプトン・フューチャー・メディア）
  - 初音ミク
  - 鏡音リン・レン
  - 巡音ルカ
- VOCALOID2 Lily（インターネット） - 後述のanim.o.v.e 01より。
- ハローキティといっしょ!（サンリオウェーブ）
  - 聖葉リオ
  - 雪代マイ
  - 北条ミミ
  - 倉嶋タツキ
- 北乃カムイ [2]（北海道育成アイドル）
- Hardcore Syndromeシリーズ(アルバムアート)
- ミライアカリ(Mirai Akari Project)

### アニメ
- 俺たちに翼はない（第8話エンドカードイラスト）
- 快盗天使ツインエンジェル〜キュンキュン☆ときめきパラダイス!!〜（第1話エンドカードイラスト）
- こぴはん（キャラクター原案）
- gdgd妖精s（Blu-ray版パッケージイラスト）
- ソードアート・オンライン（第16話提供バックイラスト）
- 直球表題ロボットアニメ（キャラクターデザイン）（KEIのガンダムパロディ）
- 俺の妹がこんなに可愛いわけがない。（第12話エンディングイラスト）
- ニセコイ（第19話提供バックイラスト）
- 生放送アニメ 直感×アルゴリズム♪（キャラクターデザイン ）

### ゲーム
- NUGA-CEL!（アイディアファクトリー、キャラクターデザイン）
- サムライ＆ドラゴンズ（セガ、キャラクターデザイン）
- 電撃文庫 FIGHTING CLIMAX（セガ、電神デザイン）
- 車なごコレクション（オートックワン、一部キャラクターデザイン）

### 漫画
- メーカー非公式 初音みっくす（『月刊コミックラッシュ』2008年1月号から2010年12月号まで連載。初音ミクの漫画化作品）
- こぴはん -沙弥と沙遊の大作戦-（『月刊コミックラッシュ』2011年1月号から2012年6月号まで連載。原作：百天神社振興会、協力：酔月工房）
- mikucolor（『コンプティーク』2010年4月号から2012年8月号まで連載。）
- 初音ミク ‐Project DIVA‐ オムニバスコミック（『コンプティーク』2014年7月号から2015年4月号まで連載。初音ミク -Project DIVA-の使用楽曲の漫画化）

### イラスト・挿画
秋田県羽後町では、KEIがイラストを描いた商品が多数発売されている。
- 奇蹟の表現（結城充考・著、電撃文庫）
- ゴーレム×ガールズ（大凹友数・著、MF文庫J）
- 魔王の憂鬱（相川直樹・著、新風舎文庫）
- 魔王の復活（相川直樹・著、新風舎文庫）
- 影踏みシティ（あらいりゅうじ・著、ゼータ文庫）
- 怪獣工場ピギャース!（松山剛・著、新風舎文庫）
- イキガミステイエス（沖永融明・著、富士見ミステリー文庫）
- ディスコ探偵水曜日（舞城王太郎・著、新潮社、新潮文庫）
- 天体の回転について（小林泰三・著、ハヤカワ文庫）
- 南極点のピアピア動画（野尻抱介・著、ハヤカワ文庫）
- 雨乞い部っ!（青柳碧人・著、講談社ラノベ文庫）
- オーギュメント・アルカディア（東出祐一郎・著、朝日ノベルズ）
- 巡る天使の走馬燈（宮村優・著、桜ノ杜ぶんこ）
- スティックポスターin羽後町（秋田県羽後町、重要文化財三輪神社）
- 書店ミケーネレジ袋（秋田県羽後町の書店）
- 羽後町古民家ポスター（鈴木松司邸）
- m.o.v.e『anim.o.v.e 01』ジャケットイラスト
- まぜてよ★生ボイス キャラクターイラスト（携帯用サイト）
- ジーククローネ絶対防衛レヴィアタン カードイラスト
- セガ・ハード・ガールズ 原作キャラクターイラスト
- ラブライブ! スクールアイドルフェスティバル 白瀬小雪SSRカードイラスト

### 画集
- KEI画廊（ビー・エヌ・エヌ新社）ISBN 978-4-86100-574-9
- KEI画集 mikucolor（角川書店）ISBN 978-4-04-110212-1
- find ‐KEI ARTWORKS‐（廣済堂出版）ISBN 978-4-331-90101-4

### その他著書
- キャラクターをつくろう! CG彩色テクニック 6（ビー・エヌ・エヌ新社）

## 同人活動
自身のホームページと同じ、「KEI画廊」（けいがろう）という同人サークルを主宰している。壁サークル（大手）の人気サークルとなっている。『初音ミク』ブームの影響で、2007年冬のコミックマーケット73では、シャッターサークル（超大手）に急遽移動となった。
- Bme:00〜01
- capbon
- Keidle
- Monochrome
- moon light
- nanako
- RozenBon
- Last
- Love to dolls is Quite exhaustless.
- Bme:Another01

- VOCALOIDs
- To the Doll Lovers.
- 画Vol.01〜06
- かるぼん
- 空間現代
- ケイブボン
- 地獄絵図
- ジゴクボン
- 画monoVol.01〜02
- らっきーすとらいく

- ぜったいりょういきぼん
- 卒業前の小さな小話
- はとぼん1〜5
- ビスケシュー
- ヘタキス
- まりぼん1〜6
- 祐巳をギュッとね
- 東方ごしっく
- ARCADE BON